# Alexandre de Prouville de Tracy
Pour les articles homonymes, voir Tracy.
Alexandre de Prouville de Tracy, né vers 1596 ou 1603 et mort le 28 avril 1670 à Paris, est un noble français. Marquis, il est seigneur de Tracy-le-Val et de Tracy-le-Mont en Picardie. Il agit provisoirement à titre de gouverneur de la Nouvelle-France, du 6 mai 1665 au 12 septembre 1665.

## Biographie
Il était petit-fils d'Eustache de Prouville, seigneur de Prouville, Saint-Foursy, Hourges et autres lieux. Il était également fils d'Alexandre de Prouville seigneur des dits lieux et d'Adrienne de Laffrené.(Folio 175 et non 195). Cette dernière était fille de Jean de Laffrené, seigneur de Tracy en 1598. De par son mariage avec Alexandre de Prouville, père, elle apportait la seigneurie de Tracy, soit en dote ou en héritage.
Le Marquis était  conseiller du roi, colonel du régiment de Tracy cavalerie, commissaire général de l'armée française en Allemagne, commandant en chef des troupes, lieutenant général de la Nouvelle-France, commandant de Dunkerque puis du château Trompette, à Bordeaux.

### La Guyane
Il participe à la conquête en mai 1664 de la Guyane, où un accord est passé avec les 200 Néerlandais présents leur permettant de rester, même si une bonne partie quittent Cayenne de Cayenne en 1664.

### Le rapport sur la Compagnie des Indes
En 1663, Jean-Baptiste Colbert lui commande un rapport  en prévision du rachat en 1664 des ex-dépendances de la Compagnie pour le roi Louis XIV, afin de la relancer sous la forme publique qu'elle avait en 1635. À la suite de ce rapport sur les "Indes", Colbert partage le domaine colonial en deux compagnies publiques, à hauteur du Cap de Bonne espérance, créant à l'ouest la Compagnie française des Indes occidentales, avec une souscription de 4,5 millions de livres, en partie par prélèvement sur les fermiers généraux au renouvellement de leur bail en 1665. A l'est, c'est la Compagnie française des Indes orientales, pour laquelle Colbert créé le port de Lorient.

### La Nouvelle-France
Le marquis de Tracy fut nommé lieutenant-général de la Nouvelle-France. Le gouverneur de la Nouvelle-France n'étant pas présent, de Tracy agit de fait comme gouverneur au sein du Conseil souverain du 6 mai 1665 au 12 septembre 1665.
Depuis son camp de base de la ville de Québec, il enclencha une guerre brutale contre des tribus iroquoises qui attaquaient et menaçaient la colonie depuis des décennies, détruisant leurs cultures et leurs villages, en particulier contre la nation mohawk.
Évidemment, ces combats s'inscrivent dans une longue série de guerres franco-iroquoises qui traversent le siècle, depuis Champlain jusqu'à la Grande Paix de Montréal en 1701, les Français s'étant faits les alliés des ennemis des Iroquois, les Montagnais et les Hurons.
Le marquis Alexandre de Prouville de Tracy mourut en la paroisse de Saint-Eustache à Paris, le 28 avril 1670.

## Famille
Alexandre de Prouville de Tracy se marie en premières noces, le 17 novembre 1624 avec Marie de Belin, avec laquelle il eut :
- un fils, Charles Henri de Prouville de Tracy, mestre de camp d'un régiment de Tracy cavalerie et du régiment de Tracy dragons et qui fut tué au siège de Landrecies en 1655, et
- une fille.

Il épouse en secondes noces Louise de Fouilleuse, le 15 avril 1657 à l'église Saint-Eustache de Paris.